# Monster from the Ocean Floor
Monster from the Ocean Floor ist ein US-amerikanischer Science-Fiction-Film aus dem Jahr 1954 über ein Seemonster, das eine mexikanische Meeresbucht terrorisiert. Der Film ist der erste, der Roger Corman als Produzenten ausweist.

## Inhalt
Die Amerikanerin Julie Blair macht Urlaub an der mexikanischen Küste. Ihr wird von einem Jungen erzählt, die Bucht, die sie erkundet, werde von einem menschenverschlingenden Monster beherrscht. Der Meeresbiologe Steve Dunning, der für Dr. Baldwin arbeitet, glaubt nicht an diese Geschichten. Julie hingegen bringt einige mysteriöse Vermisstenfälle mit dem Seemonster in Verbindung. Auch als ein weiterer Taucher aus der Gegend stirbt, bleiben Baldwin und Dunning skeptisch und Julie bei ihrer Meinung. Als sie eine riesige Amöbe auftauchen sieht, kann sie eine Gewebeprobe nehmen und überzeugt damit Dunning, in den sie sich verliebt hat und der mit einem ein-Mann-U-Boot das Monster bekämpft und obsiegen kann.

## Produktionsnotizen
Bei seiner ersten Produktion ließ Corman Wyott Ordung die Regieaufgaben übernehmen. Unterschiedliche Angaben existieren zum Budget des in sechs Tagen abgedrehten Films; sie reichen von 12.000 $ bis zu 35.000 $.
Das im Film verwendete Ein-Mann-U-Boot wurde Corman für eine Erwähnung in den Credits zur Verfügung gestellt.
Der Film sollte zunächst It Stalked the Ocean Floor heißen, was die Verleihfirma zu künstlerisch fand.

## Kritik
Während TV Guide nur „den Beginn von etwas Großem und Billigem“ (i.e. die Karriere Cormans) positiv erwähnte, urteilte die Variety, der Film sei ein gutgemachter Quickie. „The Encyclopedia of Science Fiction“ stellte die für die Entstehungszeit ungewöhnlich aktive Heldin heraus, während Roger Ebert den Film nicht gelungen fand, ihn jedoch als Startpunkt der Corman-Produktions-Geschichte würdigte.